# Орша
Орша (блр. Орша; рус. Орша) је град у североисточном делу Републике Белорусије и административни центар Оршанског рејона Витепске области.
Један је од најстаријих градова не само у Белорусији већ у целој источној Европи, основан пре 1067. године.
Према процени из 2012. у граду је живело 117.187 становника.

## Етимологија
Садашње име града вероватно потиче од имена реке Оршице која се у данашњим јужним деловима града улива у Дњепар. Старо име реке је било Рша, а име насеља је изведено од словенске сложенице „о Рша“ (на Рши), па отуда Орша. Према другој верзији река Орша има карактеристичну боју воде која има тамносмеђе нијансе (боја рђе), па је отуда изворно име града било Ржа.

## Географија
Град Орша смештен је у североисточном делу Републике Белорусије, односно у југоисточном делу Витепске области. Подигнут је на месту где се река Оршица улива у Дњепар на око 80 км јужно од административног центра области града Витепска и на око 202 км источно од главног града земље Минска.

## Историја
Град се први пут помиње у Повести минулих лета 1067. године под именом Ръша. Под владавином књаза Глеба Всеславича између 1104. и 1116. у граду је подигнуто утврђење. Године 1119. Орша постаје делом Полацке кнежевине.
Од 1359. Орша постаје делом Велике Кнежевине Литваније. Магдебуршко право и одређен степен аутономије у границама ВКЛ добија 1620. (то право губи 1776), а исте година град добија и своје прве симболе.
Након распада Пољско-литванске државе 1772. постаје делом Руске Империје и административни је центар истоимене провинције тадашње Могиљовске губерније. Нови грб добија 1781. године. Као последица руско-француског рата 1812. Орша је до темеља спаљена од стране Француза. Једно кратко време током француске окупације управником града био је чувени Мари-Анри Бел.
Током Првог светског рата од фебруара па до октобра 1918. град је био окупиран од стране немачких трупа. У фебруару наредне године постаје делом Гомељске области тадашње совјетске Русије, а потом административно прелази под управу Витепске области. Након оснивања Совјетског Савеза Орша прелази у границе Белоруске ССР 1924. године.

## Становништво
Према процени, у граду је 2012. живело 117.187 становника.
| 1979.   | 1989.   | 1999.   | 2009.   | 2012.   |
| ------- | ------- | ------- | ------- | ------- |
| 112.397 | 123.128 | 123.128 | 117.225 | 117.187 |

## Саобраћај
Орша је важан саобраћајни центар. Кроз град пролази неколико важних друмских и железничких линија. Најважнији друмски правци су међународни аутопутеви М8 (E 95) и М1 (E 30) и магистрални правци Р15 (Кричав—Орша—Лепељ), Р22 (Орша—Дубровна), Р76 (Орша—Шклов—Могиљов) и Р87 (Витепск—Орша).
Железничка станица у орши је највећа у целој источној Белорусији, а град често сликовито називају источном капијом Белорусије. Године 1871. кроз град је прошла прва значајнија железничка линија на релацији Смоленск—Брест.

## Партнерски градови
- Белци (Молдавија), од 1996.
- Воз-ан-Влен (Француска)
- Бондено (Италија)
- Перник (Бугарска)
- Вјазма (Смоленска област, Русија)
- Телшјај (Литванија), од 2009.
- Мињск Мазовјецки (Пољска)
- Пушкино (Московска област, Русија)[4]
- Спитак (Јерменија)